# Tripp Rex Eisen
Tod Rex Salvador (ur. 29 czerwca 1965 r.) amerykański gitarzysta, były członek Murderdolls, Dope i Static-X. W 2005 r. uwikłał się w skandal związany z seksualnym wykorzystaniem nieletniej za co został usunięty z zespołu Static-X.